# エンジェル・ガルサ
- エンジェル・ガルザ
- アンヘル・ガルサ

エンジェル・ウンベルト・ガルサ・ソラーノ（Angel Humberto Garza Solano, 1992年9月23日 - ）は、メキシコのヌエボ・レオン州モンテレイ出身のプロレスラー。WWEにてエンジェル（Angel）のリングネームで所属。

## 経歴

### WWE

#### NXTクルーザー級王座
2019年4月18日にエンジェルのリングネームでWWEと契約し、WWEパフォーマンスセンターでトレーニングを開始した。6月26日のNXTにてヒールとして初登場し、ブレイクアウト・トーナメント1回戦でホアキン・ワイルドに勝利したが、7月24日の準決勝でACHに敗れた。11月6日のNXTではトニー・ニースに勝利してNXTクルーザー級王座への挑戦権を獲得したが、翌週行われた王座戦ではリオ・ラッシュに敗れた。12月11日のNXTで行われた王座戦でラッシュに再戦して勝利し、WWEで自身初となる王座を戴冠した。
2020年1月25日のPPV『ワールズ・コライド』にてジョーダン・デブリン、アイザイア・スコット、トラビス・バンクスを相手にフェイタル4ウェイマッチの防衛戦を行ったが、デブリンがスコットをフォールし、王座陥落した。2月5日のNXTでスコットとのシングルマッチで勝利した後、前回の王座戦で自分をフォールして勝っていないことを理由にデブリンを呼び出し、再戦を要求した。しかし、翌週行われたリオ・ラッシュとの挑戦者決定戦で敗れ、デブリンとの再戦はならなかった。

#### アンドラーデとの共闘
2020年2月3日、ゼリーナ・ベガと共にRawに初登場。従弟のウンベルト・カリーヨを執拗に攻撃した後、救出に現れたレイ・ミステリオとシングルマッチを行い、コンクリートの床にDDTを敢行して反則負けとなった。その後は同じくベガと共に行動していたアンドラーデとタッグを組み、レッスルマニア36でストリート・プロフィッツの保持するRawタッグチーム王座に挑戦することになった。しかしアンドラーデが怪我のため離脱し、レッスルマニア当日は代役のオースティン・セオリーと組んで王座戦を行うも、敗れた。4月13日のRawではアンドラーデ、セオリーと共に3人がかりで戸澤陽を襲撃し、ユニットを結成した。しかし、5月18日のRawでアンドラーデと組んでケビン・オーエンズ、アポロ・クルーズとタッグマッチを行うも、援護に入ったセオリーの誤爆により敗北。試合後にアンドラーデと共にセオリーを襲撃し、追放した。翌週のRawにて実績で大きく上回るオーエンズとシングルマッチを行い、大方の予想を覆し勝利した。6月8日のRawにて、US王座への挑戦者を決めるアンドラーデ、オーエンズとのトリプルスレットマッチを行ったが、アンドラーデにフォールされ敗れた。試合後にアンドラーデと口論になり、誤ってベガを攻撃してしまった。6月14日のPPV『バックラッシュ』ではアポロ・クルーズとアンドラーデとのUS王座戦にて、アンドラーデをアシストすべく介入を試みるも、リングサイドでオーエンズにスタナーを受けて失敗。クルーズが勝利して王座を防衛した。翌日のRawではオーエンズとシングルマッチを行ったが、介入してきたアンドラーデと言葉を交わした隙にスタナーを受け、敗れた。
6月22日のRawにて、バイキング・レイダースとの試合を終えた直後のストリート・プロフィッツをアンドラーデと共に襲撃し、ストリート・プロフィッツの持つRawタッグ王座獲得の意思を明らかにした。その後はバイキング・レイダース、セドリック・アレクサンダー&リコシェとのトリプルスレットマッチに勝利して挑戦権を獲得し、8月23日のPPV『サマースラム』にて王座戦を行うも、アンドラーデとの度重なる連携ミスにより敗れた。9月14日のRawにて、ガルサとアンドラーデの度重なる口論に辟易したマネージャーのベガが離脱した。翌週のRawではセス・ロリンズ&マーフィー、ドミニク・ミステリオ&ウンベルト・カリーヨとのトリプルスレットマッチに勝利し、再びタッグ王座への挑戦権を獲得。9月27日のPPV『クラッシュ・オブ・チャンピオンズ』にて再びストリート・プロフィッツと王座戦を行ったが、ガルサが試合中に膝を痛めてしまい、またしても敗れた。なお、後にガルサの怪我の有無にかかわらず、ストリート・プロフィッツが勝利するブックであったと報じられている。
2020年10月12日、Rawにて復帰。アンドラーデとシングルマッチを行い勝利し、完全に決別した。12月31日、TikTokで生配信中のRトゥルースをフォールし、WWE・24/7王座を初戴冠した。しかし、2021年1月4日のRawにてバックステージで遭遇したブギーマンに驚いて逃げ回っていたところをRトゥルースにフォールされ、王座を奪い返された。

#### ロス・ロサリオス
2021年9月20日のRawにて、従弟のウンベルト・カリーヨとタッグチームを結成し、ムスタファ・アリ&マンスールに勝利した。10月に行われたWWEドラフトにてウンベルトと共にSmackDownから指名された。11月5日、SmackDownに初登場。ウンベルトとのタッグチームがロス・ロサリオスと名付けられ、リングネームをエンジェルに変更した。
2023年4月に行われたWWEドラフトにて、ウンベルトと共にRawから指名された。6月13日にはNXTに登場し、NXTのタッグ部門に参加したい意向を示した。9月30日のPPV『NXTノー・マーシー』ではフェイタル4ウェイマッチでNXTタッグチーム王座に挑戦したが、敗れた。その後はNXTでの出場が続いたが、12月22日のSmackDownにてメインロスターに復帰。サントス・エスコバー対ボビー・ラシュリーのUS王座挑戦者決定トーナメント準決勝に介入し、エスコバーを援護して勝利させた。

## 家族
叔父のエクトール・ガルサ、従弟のウンベルト・カリーヨもプロレスラー。
2019年12月11日、NXTクルーザー級王座を戴冠した直後にリング上でスポーツジャーナリストのザイデ・ロザーノにプロポーズし、2020年7月23日に結婚した。2022年7月には第一子となる娘が産まれている。

## 獲得タイトル
ザ・クラッシュ・ルチャリブレ
- ザ・クラッシュ・タッグチーム王座：1回

w / ウルティモ・ニンジャ
フェデラシオン・インターナショナル・デ・ルチャリブレ
- FILLライトヘビー級王座：1回
- FILLレイ・デル・アイレトーナメント優勝：1回
- コパ・アリーナ・コリセオ・モンテレイ：1回

インパクト・レスリング
- ゲイビートレイン・ターキートロット：1回

ルラベス・イ・カンダドス
- LyC王座：1回
- LyCタッグチーム王座：1回

w / ウルティモ・ニンジャ
プロレスリング・ブリッツ
- PWBタッグチーム王座：1回

w / ラレド・キッド
WWE
- NXTクルーザー級王座：1回
- WWE・24/7王座：1回